# Onthophagus mekara
Onthophagus mekara es una especie de insecto del género Onthophagus, familia Scarabaeidae, orden Coleoptera.

## Historia
Fue descrita científicamente por Huijbregts & Krikken en 2009.